# Vitz-sur-Authie
Vitz-sur-Authie là một xã ở tỉnh Somme, vùng Hauts-de-France, Pháp.

## Địa lý
Thị trấn này có cự ly khoảng 16 miles về phía đồng bắc của Abbeville, trên đường D121, tại ranh giới với tỉnh Pas-de-Calais.

## Dân số
| 1962                                                  | 1968 | 1975 | 1982 | 1990 | 1999 |
| ----------------------------------------------------- | ---- | ---- | ---- | ---- | ---- |
| 175                                                   | 175  | 158  | 137  | 122  | 127  |
| Số liệu dân số từ năm 1962, dân số không tính hai lần |      |      |      |      |      |